# Supercard
Supercard, av Apple skrivet SuperCard, är en utvecklingsmiljö för Macintosh-datorer under Mac OS 8, 9 och X. Den är inspirerad av Hypercard, men har ett rikare programspråk, en komplett uppsättning med GUI-komponenter och inbyggt stöd för färggrafi, till skillnad från Hypercard då färggrafik kräver tillägg.
Supercard-projekt kan köras "standalone", det vill säga som egna program, istället för i ett speciellt spelarprogram. Programkoden kompileras inte utan tolkas istället av en interpreter medan den körs.
Skriptspråket som används i Supercard kallas Supertalk och är till stor del baserat på Hypercards språk Hypertalk. Supertalk har många funktioner som tillåter användaren att skapa rika program. Detta innefattar till exempel funktioner för att köra OSA-baserade skriptspråk som till exempel Applescript, och skalkommandon. Språket kan utökas med så kallade "externals" som är bitar av kompilerad kod som kan kallas från Supertalk.